# 费城本土主义者暴乱
费城本土主义者暴乱（英語：Philadelphia nativist riots），又称圣经暴乱（Bible Riots），是1844年5月6日—8日和7月6日—7日，在美国费城肯辛顿区和南沃克区发生的一系列暴乱。费城的爱尔兰裔移民多信奉天主教，而本土民众以清教徒为主。移民增多使得本土民众反天主教情绪高涨，导致是次暴乱爆发。为了平定暴乱，美国政府调动了一千多名民兵镇压，最终造成了数百名人员伤亡。
暴乱前五个月内，部分具有本土主义思想的民众在费城散布天主教徒试图取消学校课程中有关《圣经》的内容。1844年5月6日，一部分具有排外主义思想的民众在费城的肯辛顿区发起暴乱，摧毁了肯辛顿区中包含两座天主教堂在内的许多建筑。同年七月，部分具有排外主义思想的民众发现南沃克区的天主教堂开始组织武装自卫后，对此感到十分不满，部分民众开始攻击保护教堂的军队，双方爆发了激烈的冲突，并进一步导致了第二次暴乱。在第二次暴乱中，出现了大量人员伤亡，并有两座天主教堂被损毁。
事后，天主教会起诉了费城市政府并获得了部分维修费，部分民间意见领袖声明谴责这两次暴乱。尽管暴乱者所属的利益集团否认对此事负责，但仍然在全美国范围内引起了对排外主义思想的批评和指责。是次暴乱向民众暴露出了费城及周边地区执法能力的缺陷，事实上促进了警方进行多项改革，并对费城的合并产生了深远的影响。

## 背景
随着19世纪的快速工业化，费城吸引了许多欧洲移民（多来自德国和爱尔兰）来此定居，多数移民是天主教徒，而由于宗教、经济和文化差异等问题，本地民众之间的关系日益紧张。
历史学家伊丽莎白·格芬指出：

these new arrivals, impoverished, unskilled, and Catholic, immediately confronted an ancient enemy, the Protestant Scotch-Irish, longtime resident in Philadelphia, proud of their "in" status, mostly skilled workers, and ready, eager, and able to renew the political, economic, social, and religious feuds of the old country. During the 1830s they had organized an Orange Society for that express purpose.

这些信奉天主教新移民一贫如洗、没有任何技术，他们面临着一个宿敌——信奉新教的苏格兰人和爱尔兰人。他们的宿敌大多是长期住在费城、为自己入乡随俗倍感骄傲的技术工人，他们随时准备并且有能力重启原来的的政治、经济、社会和宗教纷争。19世纪30年代，他们为此组织了一个类似于奥兰治兄弟会的协会。

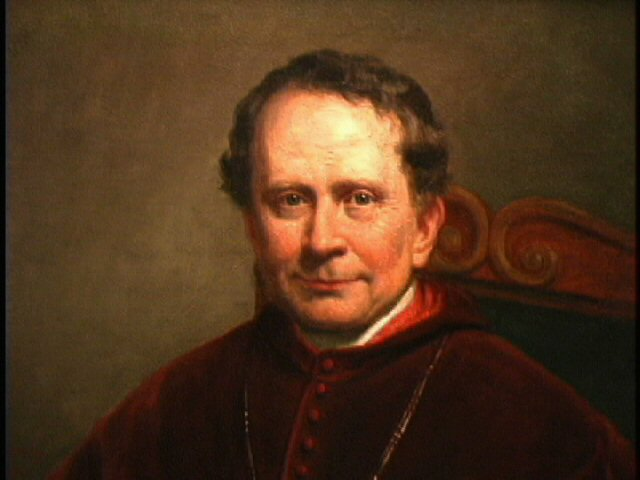
弗朗西斯·肯里克主教

伴随着天主教移民的涌入，费城本地的清教徒和本地居民愈发不安，他们因而开始组建反天主教团体和反移民的地方民众组织。1842年8月26日，一名纵火犯纵火焚烧了费城雷丁铁路公司的桥梁，反天主教团体和反移民的地方民众组织立马将纵火事件归咎到信奉天主教的爱尔兰裔移民的头上，同时呼吁组建了新教研究院。他们所组建的新教研究院同1840年初建立的一些其他反天主教组织一样，出版和分发宣扬反天主教思想的文献和报纸。
19世纪40年代，费城的学生每天上学要做的第一件事就是读新教译本的《圣经》，1842年11月10日，本地天主教会的主教弗朗西斯·肯里克致信费城各公立学校的董事会，希望学校允许天主教徒可以在学校学习天主教译本的《圣经》并免去天主教徒在校期间的其他宗教课程。理事会同意了主教的要求，要求各校不得强迫学生参与宗教课程和宗教活动，并允许学生在校期间阅读他们选择的《圣经》而不是只能阅读新教译本。地方主义者借机煽动民众对天主教会的不满，曲解了主教向董事会的致信，称主教在信中的要求是对清教徒虔诚的蔑视。
约一年后，有传言称主教正访问一所女校并要求该校校长停止校内读新教版本圣经的活动，但校长宁愿辞职也不接受主教的提案。主教随即否认传言，称有几名信天主教的学生确实转而去阅读天主教译本，如若阅读不同译本的圣经会带来莫大的问题，那么不如不在校内读经。借此，部分新教徒认为天主教徒正在教宗的影响下禁止学生们在学校内阅读圣经。

## 五月暴乱
1844年5月3日，美国共和党在费城一个爱尔兰裔居多的地区举行了一次会议，一些爱尔兰裔移民袭击了参会者，参会者不得不紧急离开会场。

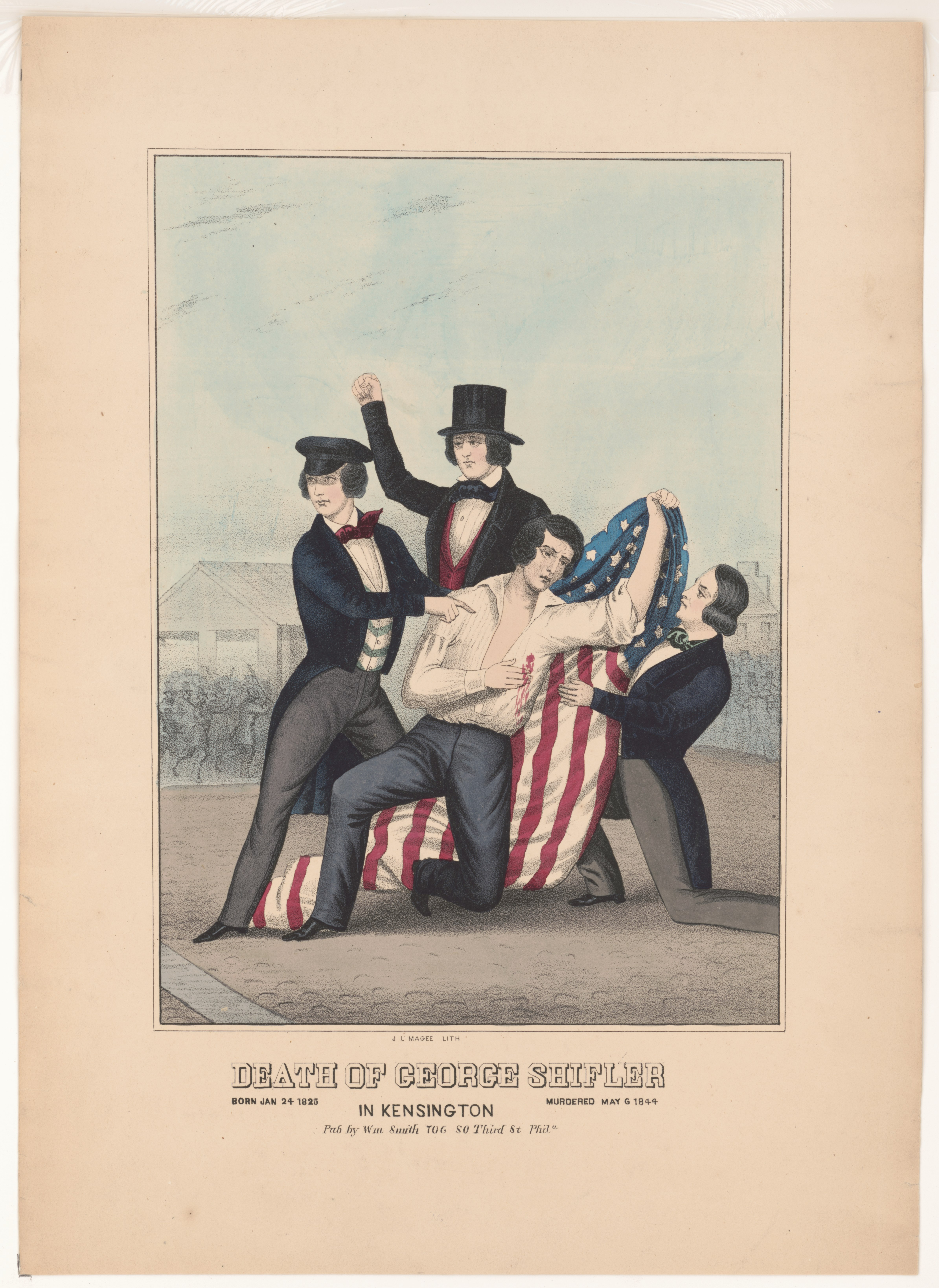
乔治·希夫勒

同年5月6日，本土主义者再次大规模聚集。期间天降大雨，集会地点因而转为附近的市场内，本土主义者继续宣扬其思想，最终引起了爱尔兰裔天主教徒同本土主义者的冲突。冲突逐渐升级，不止于市场之内，而延伸到市场之外，有人从市场附近建筑的窗户中开枪射击本土主义者，据报道有一两名本土主义者死于枪下。冲突结束前，本土主义者还袭击了慈善姊妹会和几间天主教徒的房子。
在19世纪40年代，费城多数郊区的治安由民选警员和兼职看更维持，当有大规模事件发生时，警员需要花费大量时间联络治安官以组建治安队前来维护治安，因而，当时的民选警员无力遏制冲突。
7日，本土主义者谴责天主教徒，呼吁人们起来反抗“教宗的血腥之手”，一群本土主义者到肯辛顿游行示威，并同天主教徒之间爆发了枪战。骚乱期间，本土主义者焚毁了希伯尼亚消防站、三十几间屋子和之前发生冲突的市场。本次事件直到由乔治·卡德瓦拉德将军指挥的地方州民兵赶到并驱散人群后才平息。肯里克主教立即发表声明，要求天主教徒避免同本土主义者之间发生冲突。
8日，在短暂的平静后，冲突再次席卷肯辛顿。本土主义者返回肯辛顿，焚毁了第二大街与杰斐逊街交界处的圣迈克尔天主教堂及其教区住宅和前几日遭袭击的慈善姊妹会。在州民兵赶到前，又有几间普通居民的房屋被焚毁。冲突直到州民兵赶到才逐渐得到控制。但是，聖奧古斯丁教堂又聚集了一批暴徒，军队驻扎在教堂附近，市长恳求暴徒保持冷静。然而，暴徒藐视军队，向市长丢掷石块并焚毁了教堂。
在这一系列事件中，造成了14人死亡、50人受伤，损失金额达15万美元，相当于2016年的491万美元。
随后，市长成立了一支部队用以保护天主教堂，肯里克主教也下达了下个周日教堂关闭以免产生冲突的命令，堂内所有贵重物品被单独带走以妥善保管。肯里克主教要求教徒在面对暴徒时不要抵抗，等候警方处理暴徒。然而，大陪审团于6月18日作出裁定，将问题归咎在执法部门和爱尔兰裔天主教徒的应对措施不完善上，称暴力事件的爆发是由于移民问题和 "社区中的一部分人试图将圣经排除在公立学校之外"。

## 七月暴乱
7月3日，圣菲利普·内里教堂的神父获悉教堂可能在美国共和党的独立日游行中受到袭击。为防止暴力袭击，教堂申请了一些武器供志愿者部队在必要时使用。宾夕法尼亚州长批准了组建部队的请求，并从富兰克福军械库配置了武器。

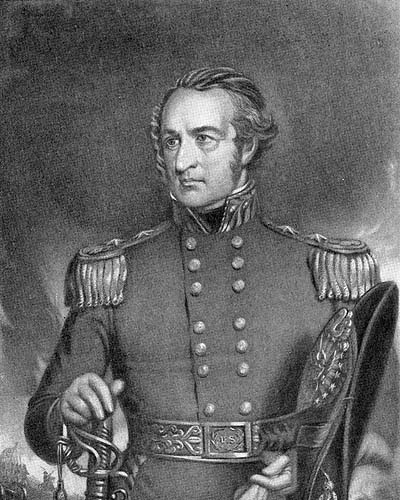
帕特森少将

7月5日，游行当天虽未发生暴力冲突，但大批共和党支持者聚集在教堂，要求撤除武器。神父与志愿者保持戒备，试图平息局势。治安官后来拿走了枪械，并解散了人群，留下一支志愿治安队守卫教堂，但是仍有人要求进一步对教堂进行检查。随后，治安官、一名市议员和17名本土主义者进入教堂，发现了三名武装人员、53支火枪、10支手枪、一桶火药和弹药。为免激怒外面的共和党支持者，治安官决定将搜索人员留在教堂内并暂时不搬走这些武器。7月6日凌晨，帕特森少将命令军队清理街道。人群散去后，教堂内的武器才被移走。
中午，一批人聚集在教堂前，拒绝解散，乔治·卡德瓦拉德将军下令疏散无果。整晚军队数量不断增加，并在教堂附近的街道架设了三门大炮，治安官也带了150人的警卫队维持教堂附近的治安。士兵们冒着暴徒丢掷的石块清理街道，同时，将军命令向第三大街的人群开炮以回应暴徒向军队丢掷的石块。前美国国会议员查尔斯·内勒请求将军不要开火，他和另外几人也因而被捕，关押在教堂内。至7日上午，多数士兵已离开，但有一支由市长和治安官带领的示威者聚集在教堂前，要求释放查尔斯·内勒等人，迫于压力，将军释放了除了内勒外的所有人。随着将军拒绝释放内勒，示威者愈来愈多，经过进一步谈判，内勒最终得以释放，并在群众的欢呼声中被抬回家。
内勒回家后，紧张局势愈演愈烈，一大群愤怒的暴徒聚集在圣菲利普·内里教堂周围，用大炮对教堂进行轰击，向教堂投掷石块，并从侧门闯入教堂。驻扎在教堂的军队立即对暴徒开火，暴徒随即撤退。一部分费城本土主义者同谈判，军队同意撤退并由费城本土主义者来保护教堂。在撤退的途中，一部分暴徒向军队丢掷石块，士兵向丢掷石块者开火还击，这进一步激怒了暴徒，暴徒冲进教堂内，大规模地破坏了教堂。
晚上，大批士兵到达并奉命清理街道，但这期间不断遭到石块袭击。一个上尉被袭后，下令对人群开火，导致七人死亡，九人受伤。不久，有暴徒携带枪支和火炮到教堂现场，守卫教堂的士兵随即同暴徒之间开展了激烈的战斗，战斗持续了几个小时，有暴徒透过小巷和附近建筑物的窗户射击士兵，不久，士兵带来了两门大炮向人群开火，暴徒用装有钉子、链条、刀子和碎玻璃瓶的炮弹的大炮进行还击。为了取缔暴徒的大炮，有士兵试图冲至一门大炮的位置，却被街上的绳索绊倒，从马上摔了下来。不过最后，暴徒的所有火炮都被取缔掉了，暴乱也在8日凌晨结束。

## 后续
暴乱事件引起了全美国的关注和谴责，并且成为了1844年美国总统选举的一个重要议题。民主党谴责日益壮大的共和党和辉格党，指责他们参与了排外主义运动。但是在费城1844年选举中，美国共和党占据优势地位。而在纽约市，很多人担心排外主义者会攻击当地的天主教教堂。大主教约翰·休斯组织了教堂的防卫，并告知市长，称如果任何天主教教堂被烧毁，“纽约就会变成另一个莫斯科”。
1844年7月11日，费城通过了一项法律来给城市配备了一支火炮营、一个团的步兵和至少一个完整的骑兵部队，以便在必要时维护市内的安全。镇压暴乱和其他犯罪的困难促使宾夕法尼亚州议会在1845年通过了一项法案，要求费城、莫耶门辛镇和斯普林花园、北部自由区及潘恩的非建制地区维持一支按每150名纳税居民配备一名警察的警力。1850年，另一项法案规定费城警察将负责在费城及周边七个地区执法。
暴乱结束后，肯里克主教放弃让公共教育系统包容天主教徒的想法，转而修建天主教学校，并至1860年间共修建了17所天主教教会学校。圣奥古斯丁教堂因市政府未能有效保护教堂起诉了费城市政府并索赔八万美元，市政府以圣奥古斯丁修道会是教皇管理下的外国组织为由辩护。最终，圣奥古斯丁修道会证明了其已于1804年注册成立，并最终获得了4.5万美元的赔偿，最后在1848年重建了教堂。

## 外部連結
- Historical Society of Pennsylvania: Contemporary sources of the riots
- Philadelphia Riots Collection at the Digital Library @ Villanova University
- Kenneth W. Milano's Encyclopaedia Kensingtoniana entry for Kensington Anti-Irish Catholic Riots May 1844
- The Philadelphia Bible Riots of 1844 （页面存档备份，存于）
- The truth unveiled, or, A calm and impartial exposition of the origin and immediate cause of the terrible riots in Philadelphia on May 6th, 7th, and 8th, A.D. 1844 by John Perry (1844) Call number 7255318